# Daniel Georg Morhof
Morhof Daniel Georg (Wismar, 6 febbraio 1639 – Lubecca, 30 luglio 1691) è stato un poeta, critico letterario e poligrafo tedesco.
Fece ripetuti viaggi in Olanda e Inghilterra; fu professore a Rostock, poi dal 1665 a Kiel.

## Opere

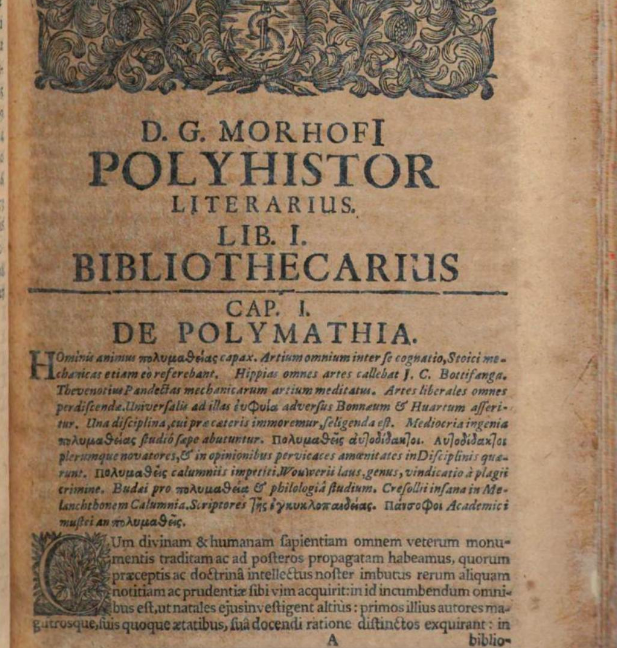
D. G. Morhofii Polyhistor, sive de notitia auctorum et rerum commentarii. Quibus præterea varia ad omnes disciplinas consilia et subsidia proponuntur

Delle sue poesie latine (Opera poëtica latina omnia, 1697) e tedesche (Teutsche Gedichte, 1682) sono meglio riuscite quelle di argomento scherzoso e gli epigrammi, che non quelle di carattere lirico. Ma la sua fama europea fu dovuta principalmente alle sue opere critiche ed erudite, fra cui spiccano il Polyhistor sive de notitia auctorum et rerum commentarii (1688-92; pubbl. compl., 1707) e Unterricht von der deutschen Sprache und Poesie (1682). Nel primo, con l'intento di reagire alla specializzazione e di difendere il sapere universale (polimatia critica, non farraginoso enciclopedismo), presenta lo svolgimento e lo stato attuale delle scienze morali, storiche, filologiche, matematiche, fisiche ecc., dimostrando non solo enciclopediche conoscenze, ma anche penetrazione e indipendenza di giudizio. Nell'Unterricht l'esposizione della poetica è preceduta da un trattato sull'origine e sul carattere della lingua tedesca e da una storia della poesia dei popoli moderni. Nella sua poetica sono evidenti derivazioni da Boileau: con Chr. Weise e Wernicke (suo discepolo) egli fu uno degli scrittori che iniziarono con mentalità razionalistica la reazione alla poesia barocca. Sollevando a norma la chiarezza, "il naturale e ragionevole", contrapponendo al marinismo la sobrietà e la misura dell'Opitz, egli contribuì a scuotere il prestigio della poesia barocca italiana, della poetica dello Scaligero e a preparare il terreno al classicismo francesizzante del Gottsched.